# 埃卡特琳娜·绍博
埃卡特琳娜·绍博（羅馬尼亞語：Ecaterina Szabo，1967年1月22日—），罗马尼亚女子竞技体操运动员。她曾代表罗马尼亚获得1984年夏季奥运会体操比赛女子跳马、平衡木、自由体操和团体全能金牌。